# 牧地マリ人
牧地マリ人（ぼくちマリじん、ロシア語: Луговы́е мари́йцы、マリ語: Олык марий、英語: Meadow Mari）とは、ロシア連邦のマリ・エル共和国に居住するマリ人の一派である。

## 概要
牧地マリ人はマリ人の一派で、マリ人の中で最も人口の多いグループである。
ヴォルガ川の左岸に居住している。草地マリとも呼ばれ、狩猟、漁労を行い、木工や刺繍などに優れる。マリ語の方言である牧地マリ語を話す。